# Torneo de Chennai 2022
El Chennai Open 2022 fue un torneo femenino de tenis que se jugó en pistas duras. Se trató de la 7.ª edición del Chennai Open como parte del calendario de torneos WTA 250 de la WTA Tour 2022. Se llevó a cabo en Chennai (India) del 12 al 18 de septiembre de 2022.

## Distribución de puntos
| Modalidad           | Campeona | Finalista | Semifinales | Cuartos de final | 2ª ronda | 1ª ronda | Clasificadas | 3ª ronda de clasificación | 2ª ronda de clasificación | 1ª ronda de clasificación |
| Individual femenino | 280      | 180       | 110         | 60               | 30       | 1        | 18           | 14                        | 10                        | 1                         |
| Dobles femenino     | 280      | 180       | 110         | 60               | -        | 1        | -            | -                         | -                         | -                         |

## Cabezas de serie

### Individuales femenino
| Tenista          | Ranking | Preclasificada |
| Alison Riske     | 29      | 1              |
| Varvara Gracheva | 72      | 2              |
| Magda Linette    | 73      | 3              |
| Tatjana Maria    | 85      | 4              |
| Rebecca Peterson | 92      | 5              |
| Qiang Wang       | 102     | 6              |
| Rebecca Marino   | 106     | 7              |
| Chloé Paquet     | 111     | 8              |

- Ranking del 29 de agosto de 2022.

### Dobles femenino
| Tenista                             | Ranking | Preclasificada |
| Gabriela Dabrowski Luisa Stefani    | 105     | 1              |
| Kaitlyn Christian Lidziya Marozava  | 126     | 2              |
| Oksana Kalashnikova Nadiia Kichenok | 153     | 3              |
| Xinyun Han Katarzyna Kawa           | 155     | 4              |

## Campeonas

### Individual femenino
Linda Fruhvirtová venció a  Magda Linette por 4-6, 6-3, 6-4

### Dobles femenino
Gabriela Dabrowski /  Luisa Stefani vencieron a  Anna Blinkova /  Natela Dzalamidze por 6-1, 6-2